# Francesco Chicchi
Francesco Chicchi (Camaiore, 27 november 1980) is een voormalig Italiaans wielrenner. In 2002 werd hij wereldkampioen bij de beloften.

## Carrière
Na zijn winst op het wereldkampioenschap in 2002 tekende hij een contract bij het Italiaanse Fassa Bortolo, waar hij drie seizoenen zou blijven. In deze periode sprintte hij zich enkele keren in de top tien, maar buiten een overwinning in een ploegentijdrit in de Internationale Wielerweek in 2005 kon Chicchi niets op zijn palmares bijschrijven. Na drie jaar in Italiaanse dienst trok Chicchi naar het Belgische Quick Step-Innergetic, waar ook wereldkampioen Tom Boonen reed. In dat seizoen wist Chicchi driemaal te winnen: één etappe in zowel de Driedaagse van West-Vlaanderen, de Vierdaagse van Duinkerke en de Ronde van Groot-Brittannië. Ondanks deze resultaten vertrok hij aan het eind van het seizoen om terug te keren naar een Italiaanse ploeg: Liquigas.
In zijn eerste seizoen bij Liquigas behaalde hij enkele overwinningen en werd hij tweede in de Franse semi-klassieker Parijs-Tours. In de drie volgende seizoenen wist de Italiaans telkens minimaal twee overwinningen te behalen, waaronder drie etappes in World Tourwedstrijden. Bij zijn terugkeer naar Quick Step in 2011 wist hij niet te winnen, maar nam hij wel voor het eerst in zijn carrière deel aan de Ronde van Italië. Echter, in de veertiende etappe, met aankomst op de Monte Zoncolan, haalde hij de eindstreep niet en moest zo de koers verlaten. In 2012, nog steeds in Belgische dienst, won hij onder meer de Vlaamse eendagskoersen Nokere Koerse en Handzame Classic.
In 2013 deed Chicchi een stap terug en tekende een contract bij Vini Fantini-Selle Italia. Na twee seizoenen en zeven overwinningen nam hij afscheid van deze ploeg en vertrok naar Androni Giocattoli. In zijn eerste seizoen in dienst van de ploeg van Gianni Savio wist hij tweemaal te winnen: zowel in de Internationale Wielerweek als de Ronde van Venezuela wist hij een etappe op zijn naam te schrijven. In juni 2016 kwam hier nog een etappe in de Boucles de la Mayenne bij.

## Overwinningen
2002
7e etappe deel B Girobio
 Wereldkampioen op de weg, Beloften
2005
1e etappe deel B Internationale Wielerweek (ploegentijdrit)
2006
1e etappe Driedaagse van West-Vlaanderen
1e etappe Vierdaagse van Duinkerke
5e etappe Ronde van Groot-Brittannië
2007
4e etappe Brixia Tour
1e en 4e etappe Ronde van Denemarken
2008
7e etappe Tirreno-Adriatico
1e etappe deel A, 1e etappe deel B (ploegentijdrit) en 4e etappe Internationale Wielerweek
5e etappe Ronde van Catalonië
4e etappe Ronde van Slovenië
7e etappe Ronde van Missouri
2009
6e etappe Tour Down Under
6e etappe Ronde van Missouri
2010
1e etappe Ronde van San Luis
4e en 6e etappe Ronde van Qatar
1e etappe deel A en 1e etappe deel B (ploegentijdrit) Internationale Wielerweek
4e etappe Ronde van Californië
4e etappe Ronde van Slovenië
GP van Modena
2012
1e en 2e etappe Ronde van San Luis
1e etappe Driedaagse van West-Vlaanderen
Nokere Koerse
Handzame Classic
2013
4e en 10e etappe Ronde van Langkawi
Riga GP
Jurmala GP
2014
1e, 7e en 9e etappe Ronde van Venezuela
2015
3e etappe Internationale Wielerweek
6e etappe Ronde van Venezuela
2016
1e etappe Boucles de la Mayenne

## Resultaten in voornaamste wedstrijden
| Jaar | Ronde van Italië | Ronde van Frankrijk | Ronde van Spanje |
| ---- | ---------------- | ------------------- | ---------------- |
| 2004 |                  |                     |                  |
| 2005 |                  |                     |                  |
| 2006 |                  |                     |                  |
| 2007 |                  |                     | opgave           |
| 2008 |                  | buiten tijd         |                  |
| 2009 |                  |                     |                  |
| 2010 |                  |                     |                  |
| 2011 | opgave           |                     |                  |
| 2012 | opgave           |                     |                  |
| 2013 | opgave           |                     |                  |
| 2014 | opgave           |                     |                  |
| 2015 |                  |                     |                  |
| 2016 |                  |                     |                  |

| Jaar | Milaan-San Remo | Gent-Wevelgem | Ronde van Vlaanderen | Parijs-Roubaix | Parijs-Tours | Parijs-Brussel |  | Wereldranglijsten |
| ---- | --------------- | ------------- | -------------------- | -------------- | ------------ | -------------- |  | ----------------- |
| 2004 |                 |               |                      | 89e            | 70e          |                |  |                   |
| 2005 |                 |               | opgave               | opgave         |              |                |  |                   |
| 2006 |                 |               |                      |                |              | 13e            |  |                   |
| 2007 |                 |               |                      |                | ↑            |                |  | 69e (UPT)         |
| 2008 |                 | 133e          |                      | opgave         | 102e         |                |  | 117e (UPT)        |
| 2009 |                 |               |                      | opgave         |              |                |  | 173e (UWK)        |
| 2010 |                 |               |                      |                | 138e         |                |  | 276e (UWK)        |
| 2011 |                 |               |                      |                |              |                |  | 189e (UWT)        |
| 2012 |                 | 138e          |                      |                |              | 165e           |  | 171e (UWT)        |
| 2013 | 134e            |               | opgave               |                |              |                |  |                   |
| 2014 | 59e             |               |                      |                |              | 94e            |  |                   |
| 2015 |                 |               | opgave               |                |              | 164e           |  |                   |
| 2016 | 141e            |               |                      |                |              |                |  |                   |

## Ploegen
- 2003 –  Fassa Bortolo
- 2004 –  Fassa Bortolo
- 2005 –  Fassa Bortolo
- 2006 –  Quick Step-Innergetic
- 2007 –  Liquigas
- 2008 –  Liquigas
- 2009 –  Liquigas
- 2010 –  Liquigas-Doimo
- 2011 –  Quick Step Cycling Team
- 2012 –  Omega Pharma-Quick Step
- 2013 –  Vini Fantini-Selle Italia
- 2014 –  Neri Sottoli
- 2015 –  Androni Giocattoli-Sidermec
- 2016 –  Androni Giocattoli-Sidermec